# Гейден, Александр Фёдорович
Граф Александр Фёдорович Гейден (22 апреля (4 мая) 1859—15 (28) августа 1919) — вице-адмирал российского императорского флота.

## Биография
Сын графа Фёдора Логгиновича Гейдена от его брака с графиней Елизаветой Николаевной Зубовой. Родился в Москве, был крещён 12 мая 1859 года в церкви Бориса и Глеба на Поварской при восприемстве деда графа Н. Д. Зубова и тетки фрейлины Л. Л. Гейден.
В 1871—1878 годах учился в гимназии при Санкт-Петербургском историко-филологическом институте, которую окончил с серебряной медалью. Поступил на историко-филологический факультет Санкт-Петербургского университета и в 1882 году окончил его со степенью кандидата за сочинение «Из истории возникновения раскола при Патриархе Никоне». Поступил на службу в Департамент духовных дел иностранных исповеданий Министерства внутренних дел. В это время он имел общение с Л. Н. Толстым.
В 1884 году поступил вольноопределяющимся в Гвардейский флотский экипаж и через год был произведён в офицеры. 
В 1900–1906 годах был начальником канцелярии Императорской Главной квартиры, флигель-адъютант Николая II;  затем, до 1908 года — начальником Морской походной канцелярии. С 1908 года — контр-адмирал Свиты Его Императорского Величества. С 1913 года — вице-адмирал. С 1916 года — член Адмиралтейств-совета.
В селе Голяки Калиновской волости Винницкого уезда А. Ф. Гейдену принадлежало 3823 десятин земли. Там он построил винокурно-ректификационный завод, где производилось до 100 тысяч вёдер спирта.
В 1912—1917 годах А. Ф. Гейден был первым президентом Российского парусного гоночного союза.
Скончался в Москве 15 (28) августа 1919 года.

## Награды
Российской империи:
- Орден Святого Станислава 3-й степени (1883)
- Орден Святой Анны 3-й степени (1891)
- Орден Святого Станислава 2-й степени (1896)
- Орден Святой Анны 2-й степени (1904)
- Орден Святого Владимира 3-й степени (1906)
- Орден Святого Станислава 1-й степени (1910)
- Орден Святой Анны 1-й степени (1913)
- Орден Святого Владимира 2-й степени (30 июля 1915)

Иностранных государств:
- Орден Пия IX кавалерский крест (1883, королевство Италия)
- Орден Даннеброг кавалерский крест (1893, королевство Дания)
- Орден Почётного легиона кавалерский крест (1896, третья Французская республика)
- Орден Красного орла 4-й степени (1897, королевство Пруссия)
- Орден Белого слона 4-й степени (1897, королевство Сиам)
- Знак «Les officiers de l’Instruction publique» (1898, третья Французская республика)
- Орден «Святой Александр» 3-й степени (1899,третье Болгарское царство)
- Орден Льва и Солнца 2-й степени с красной лентой (1900, Персия)
- Орден Османие 2-й степени (1900, Османская империя)
- Орден Вендской короны 3-й степени (1901, великое герцогство Мекленбург-Шверин)
- Орден Даннеброг командорский крест 2-го класса (1901, королевство Дания)
- Орден Короны 2-й степени (1901, королевство Пруссия), бриллиантовые украшения к ордену (1902)
- Орден Почётного легиона офицерский крест (1901, третья Французская республика)
- Орден Железной короны 2-й степени (1902, Австро-Венгрия)
- Императорский австрийский орден Франца Иосифа 2-й степени со звездой (1903, Австро-Венгрия)
- Орден Филиппа Великодушного 2-й степени (1903, великое герцогство Гессен)
- Орден Льва и Солнца 1-й степени с красной лентой (1905, Персия)
- Орден Красного орла 2-й степени (1906, королевство Пруссия)
- Австрийский орден Леопольда командорский крест (1908, Австро-Венгрия)
- Королевский Викторианский орден 2-й степени со звездой (1908, Британская империя)
- Орден Красного орла 1-й степени (1909, королевство Пруссия)

## Семья

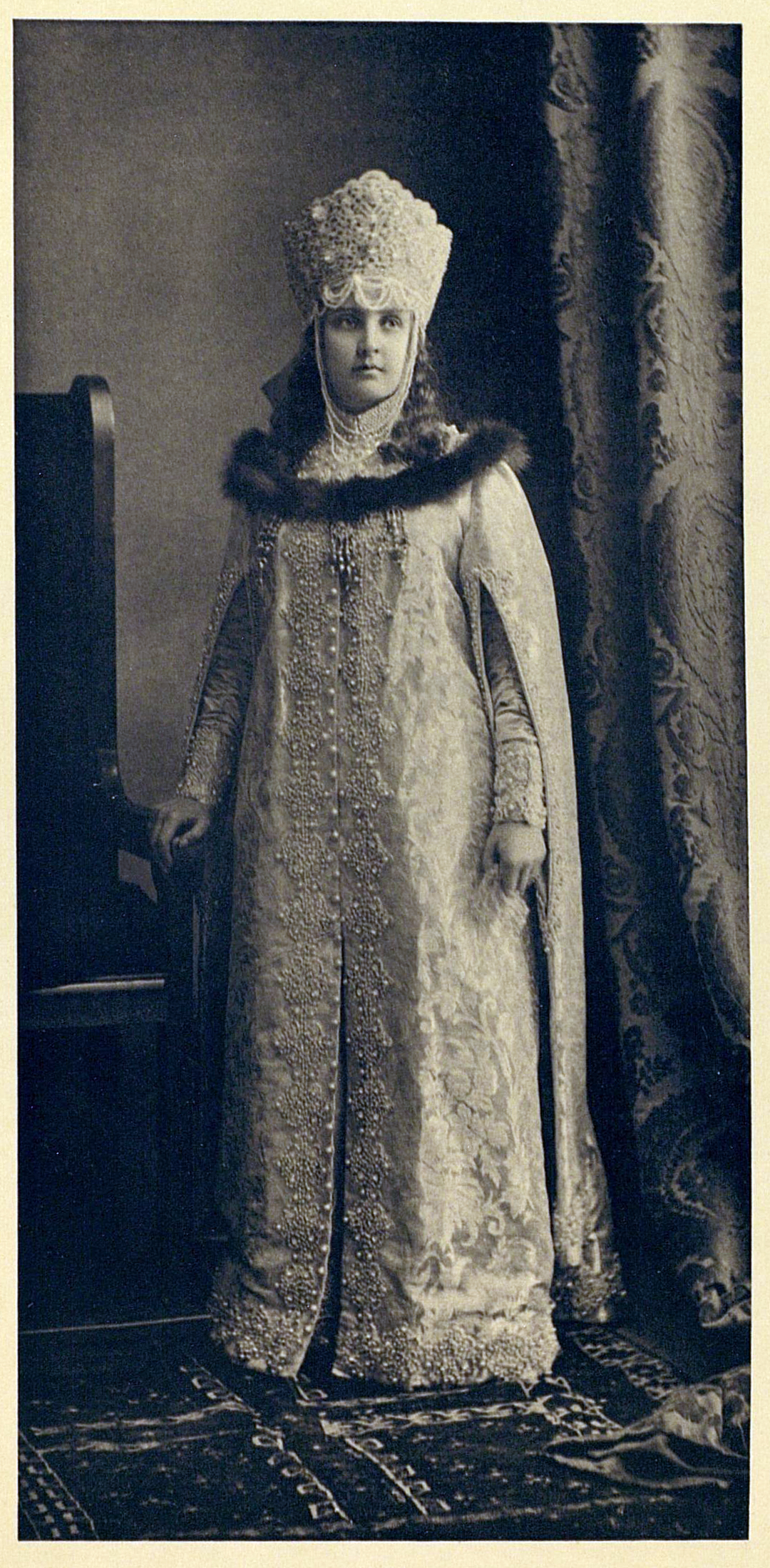
Александра Оленина

Первая жена (с 14.02.1886) — графиня Александра Владимировна Мусина-Пушкина (26.09.1863—20.05.1913), внучка графа В. А. Мусина-Пушкина; брак закончился разводом. Умерла от анемии в Лозанне, похоронена на кладбище Св. Мартина в Веве. Дети:
- Марина (1889—1974), первое замужество — за ротмистром Лейб-гвардии конного полка графом Арвидом Эрнестовичем Мантейфелем (1879—1930), который на дуэли убил другого близкого ей человека, Николая Феликсовича Юсупова (1883—1908) — брата Феликса Юсупова; второй муж — полковник Михаил Михайлович Чичагов (1886—1932), с которым Марина Александровна впоследствии эмигрировала в Европу.
- Ольга (1890—1958), фрейлина императрицы; была замужем за Д. Д. Кузьминым-Караваевым (1892—1985).
- Елизавета (1891— ?)
- Георгий (1893—1920), выпускник Морского кадетского корпуса (1915), мичман, участник белого движения на Северном фронте, был взят в плен и расстрелян в феврале 1920 года в Холмогорах.

Вторая жена (с 17.09.1907) —  Александра Александровна Оленина (7.12.1864—1923), внучка А. А. Оленина и князя В. В. Львова; фрейлина двора (11.05.1896), с 1898 года свитная фрейлина и   подруга императрицы Александры Федоровны. В ноябре 1901 года А. А. Половцов писал в своем дневнике, что «адъютант граф Гейден, женатый и имеющий четырех детей, влюбился в фрейлину Оленину. Их величества очень забавлялись этим романом, и всю прошлую осень в Крыму, играя в теннис, поощряли ухаживания Гейдена за Олениной. При отъезде теперь в Данию и Францию в небольшое число лиц, составляющих походную свиту, включены и влюбленные. Гейден написал жене, что просит развода, желая жениться на Олениной». Через несколько лет развод состоялся и Гейден смог жениться на Олениной, вследствие чего оба супруга удалились от двора. В  этом браке детей не было.

## Память
Барон Эдуард Толль назвал, открытую им в 1901 году бухту в Таймырском заливе (76°08′37″ с. ш. 98°26′52″ в. д.) Карского моря, а также гору на её побережье, именем контр-адмирала А. Ф. Гейдена.